# Слнява (водосховище)
Слнява (Sĺňava) — водосховище на річці Ваг; місце розташування — округ П'єштяни.
Збудоване протягом 1956—1959 років. Розташоване на висоті 162 м над рівнем моря в північній частині Дунайської низовини біля підніжжя гір Повазький Іновець, між містом П'єштяни та селом Драговце. Площа — 3,59-4,3 км².